# Jackie Saunders
Jackie Saunders (6 de octubre de 1892 – 14 de julio de 1954) fue una actriz cinematográfica de nacionalidad estadounidense, activa en la época del cine mudo. 

## Biografía
Su verdadero nombre era Anna Jackal, y nació en Filadelfia, Pensilvania. 
Se inició en el cine en 1911, participando en un corto de D.W. Griffith titulado Through Darkened Vales. Tras trabajar para Nestor Film Company y Kinemacolor, en 1914 fue contratada por Balboa Films, compañía de su primer marido, siendo una de las principales estrellas de la productora. Antes de ello, en 1914, ella había sido modelo, y también actriz teatral de la compañía de teatros Orpheum Circuit, Inc. Saunders protagonizó muchos de los filmes de Balboa a lo largo de la trayectoria de la empresa. En los años 1920, y tras el cierre de Balboa, ella actuó en cintas producidas por William Fox, Metro Pictures, Lewis J. Selznick, Thomas H. Ince y B. P. Schulberg. Su última actuación cinematográfica tuvo lugar en el año 1925.
La actriz se casó dos veces, la primera con el productor E. D. Horkheimer, con el que estuvo unida desde 1916 a 1920, año en el que se divorciaron. La pareja tuvo una hija, Jacqueline (1917–2006). En 1927 se casó con J. Ward Cohen, permaneciendo juntos hasta la muerte de él, ocurrida en 1951. En 1937 tuvieron una hija, Mary Ann, también actriz.
Jackie Saunders falleció en Palm Springs, California, en 1954, a causa de un cáncer. Fue enterrada en el Cementerio Welwood Murray de Palm Springs.

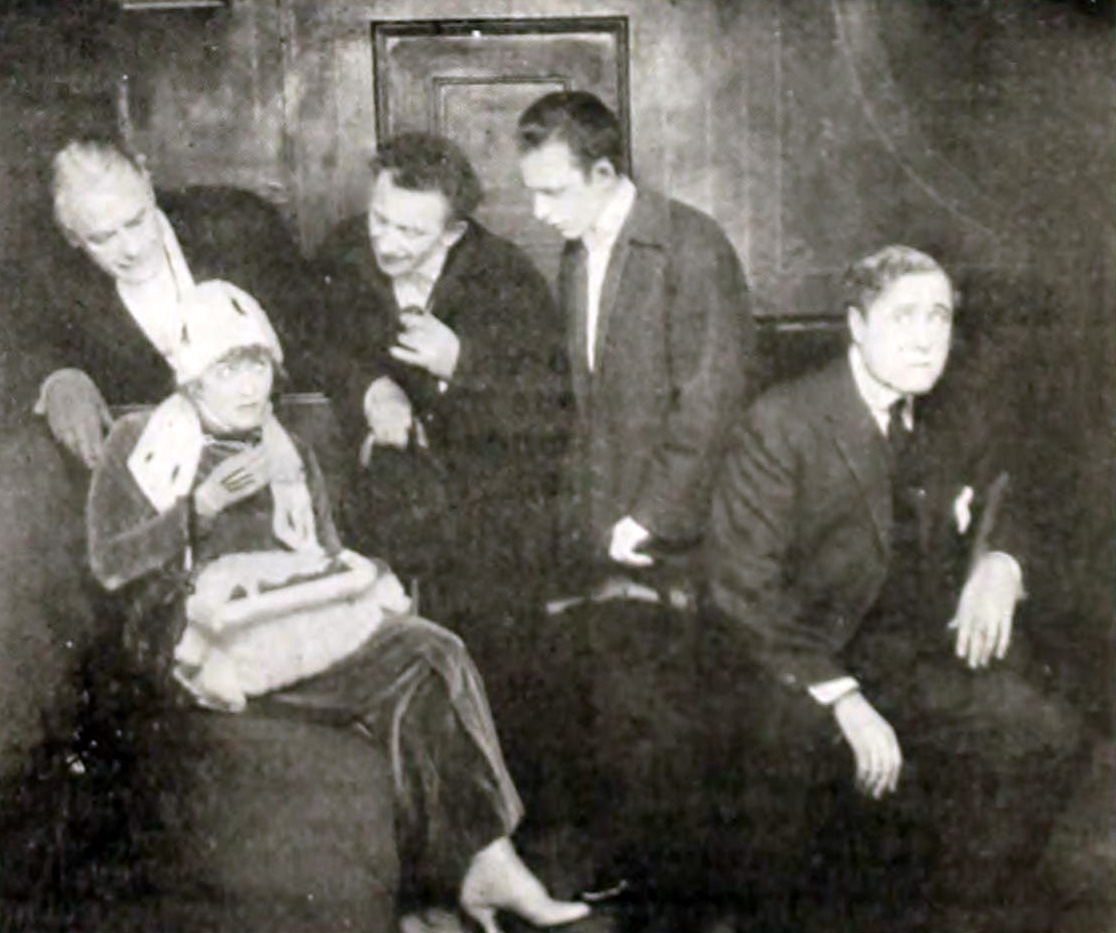
The Flirting Bride (1916)
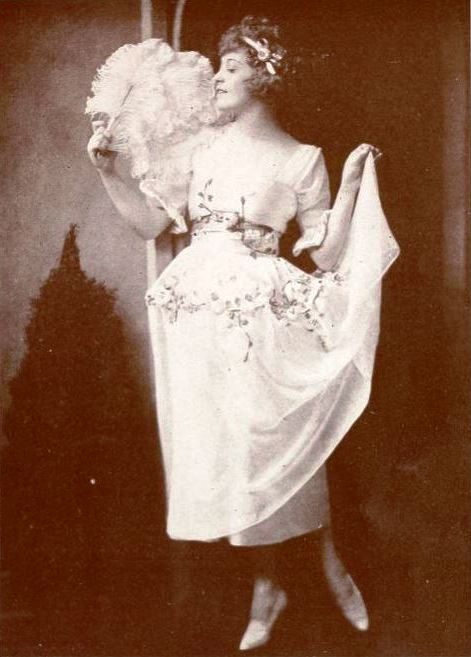
Saunders en Shadowland (1920)
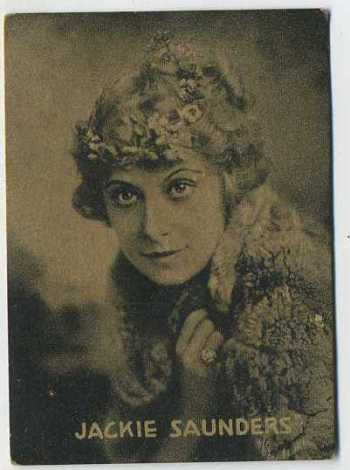
Cartulina publicitaria (1921)
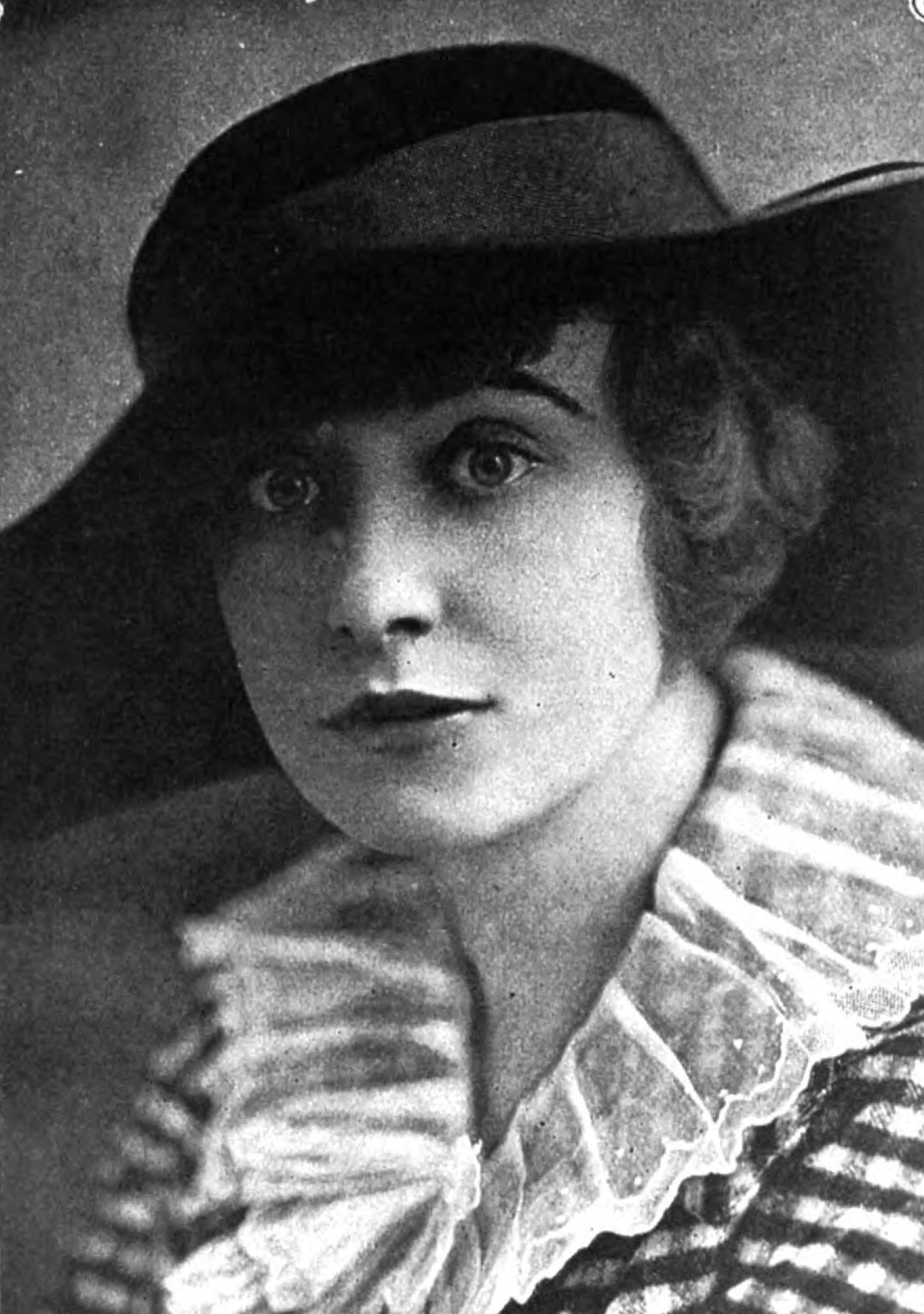
Jackie Saunders en Motion Picture Magazine (diciembre de 1915)

## Filmografía completa

### Actriz
- Through Darkened Vales, de D.W. Griffith (1911)
- The Old Bookkeeper, de D.W. Griffith (1912)
- Gold and Dross (1913)
- Fatty and the Bandits (1913)
- Local Color, de David Miles (1913)
- The Intrigue (1914)
- Gypsy Love, de Henry Otto (1914)
- The Hunchback of Cedar Lodge (1914)
- The Will o' the Wisp (1914)
- The Square Triangle, de Bertram Bracken (1914)
- The Heart of a Brute, de Bertram Bracken (1914)
- Rose of the Alley (1914)
- Little Sunbeam (1914)
- Little Jack (1914)
- When Fate Was Kind
- Ill Starred Babbie, de Sherwood MacDonald (1914)
- The Coveted Heritage (1914)
- Saved from Himself (1915)
- The Acid Test (1915)
- Eyes That Cannot See (1915)
- The Web of Crime (1915)
- The Tomboy, de William Wolbert (1915)
- Pearls of Temptation (1915)
- The Adventures of a Madcap (1915)
- The Woman of the Sea (1915)
- A Bolt from the Sky (1915)
- His Conquered Self
- A Rose Among the Briars (1915)
- A Daughter of the Woods (1916)
- The Heart Breakers (1916)
- The Shrine of Happiness, de Bertram Bracken (1916)
- The Child of the West (1916)
- A Slave of Corruption (1916)
- The Girl Who Won (1916)
- The Twin Triangles, de Harry Harvey (1916)
- The Flirting Bride (1916)
- The Grip of Evil, de W.A.S. Douglas y Harry Harvey (1916)
- The Better Instinct, de Bertram Bracken (1916)
- Sunny Jane, de Sherwood MacDonald (1917)
- The Wildcat, de Sherwood McDonald (1917)
- The Checkmate, de Sherwood MacDonald (1917)
- A Bit of Kindling
- Betty Be Good, de Sherwood MacDonald (1917)
- Bab the Fixer, de Sherwood MacDonald (1917)
- Muggsy
- Someone Must Pay
- The Miracle of Love, de Robert Z. Leonard (1919)
- Dad's Girl
- Drag Harlan, de J. Gordon Edwards (1920)
- The Scuttlers, de J. Gordon Edwards (1920)
- Puppets of Fate
- The Infamous Miss Revell
- Shattered Reputations
- Defying Destiny
- Alimony, de James W. Horne (1924)
- Great Diamond Mystery
- The Courageous Coward, de Paul Hurst (1924)
- Broken Laws
- Flames of Desire
- Faint Perfume, de Louis J. Gasnier (1925)
- The People vs. Nancy Preston, de Tom Forman (1925)

### Guionista
- Rose of the Alley (1914)
- Bab the Fixer, de Sherwood MacDonald (1917)